# Microcerculus
Microcerculus és un gènere d'ocells de la família dels troglodítids (Troglodytidae) que viu en diferents hàbitats de la zona Neotropical.

## Taxonomia
Segons la Classificació del Congrés Ornitològic Internacional (versió 11.1, 2021) aquest gènere està format per 4 espècies:
- Microcerculus philomela - cargolet xiulador septentrional.[3]
- Microcerculus marginatus - cargolet xiulador meridional.[4]
- Microcerculus ustulatus - cargolet flautista.[5]
- Microcerculus bambla - cargolet de doble ratlla.[6]